# Febo
Febo (do latim Phoebus, do grego antigo Φοῖβος, "brilhante", "luminoso") era um epíteto de Apolo, o deus greco-romano do Sol, da luz e das artes. Irmão gêmeo de Diana, também conhecida por Ártemis, e também filho de Júpiter com Latona. Personificava a luz, era o deus das músicas, poesias, deus-sol e o mais belo de Roma.
De acordo com a mitologia, quando Juno descobriu que a mãe de Febo estava grávida de seu esposo Júpiter, ficou muito enciumada e pediu para que a deusa Gaia não cedesse lugar algum da terra para que a pobre mulher pudesse ter seus filhos, tendo, assim, com o ventre dolorido atravessado o mundo todo sem jamais receber abrigo de quem quer que fosse, pois todos tinham medo da ira das duas deusas. Depois de muito vagar, Latona acabou por chegar à Ortígia, encontrando, finalmente, um lugar seguro onde pudesse dar à luz os seus dois filhos. Ortígia era uma ilha flutuante — não estando fixa em lugar algum — e portanto não fazendo parte da terra.
Logo após seu nascimento, Febo matou a serpente Píton em Delfos, lugar onde foi construído o mais célebre de seus templos. Entre seus tantos filhos, o seu mais querido e também o mais conhecido é o deus da medicina, Esculápio.
Na Ilíada, apoiou os troianos na guerra contra os gregos após Agamemnon raptar Criseida, filha de Crises, sacerdote de um de seus templos. Ele passa então a mandar pragas aos gregos, que apenas cessaram após a devolução de Criseida e reparações ao deus. Foi decisivo no percurso da guerra, sendo inclusive responsável por guiar a flecha de Páris que levou à morte de Aquiles.
1. ↑  «Febo». Infopédia. Consultado em 11 de novembro de 2024